# 李呈桂
李呈桂（1915年—），湖南醴陵人，中华人民共和国政治人物。
担任劳模、湖南醴陵保丰村第一农业生产合作社副主任。1954年，当选第一届全国人民代表大会代表。